# Руджери, Франческо
Франческо Руджери (Кремона, около 1630 — 28 октября 1698) (итал. Francesco Ruggieri, или Francesco Rugeri, lat. Franciscus Ruggerius) — итальянский мастер струнных инструментов, прозванный «il Per», современник и, вполне вероятно, ученик Николо Амати.
Франческо был основателем династии скрипичных мастеров.
Его потомками были:
- Джованни Баттиста Руджери (1653—1711), старший сын Франческо Руджери.
- Джачинто Руджери (1661—1697), второй сын Франческо Руджери.
- Винченцо Руджери (1663—1719), сын Франческо Руджери.
- Антонио Руджери, сын Джачинто Руджери.

Франческо Руджери создавал скрипки и альты, внес значительный вклад в развитие уменьшенной версии виолончели, которая является теперь стандартом.
Сохранилось очень немного инструментов работы Франческо Руджери, особенно высоко ценятся его виолончели, благодаря своей превосходной конструкции и звуку.